# Trevões e Espinhosa
Trevões e Espinhosa (oficialmente: União das Freguesias de Trevões e Espinhosa) é uma freguesia portuguesa do município de São João da Pesqueira, com 30,13 km² de área e 546 habitantes (censo de 2021). A sua densidade populacional é 18,1 hab./km².

## História
Foi criada aquando da reorganização administrativa de 2012/2013,  resultando da agregação das antigas freguesias de Trevões e Espinhosa.

## Demografia
A população registada nos censos foi:
| Distribuição da População por Grupos Etários | Distribuição da População por Grupos Etários | Distribuição da População por Grupos Etários | Distribuição da População por Grupos Etários | Distribuição da População por Grupos Etários | Distribuição da População por Grupos Etários |
| -------------------------------------------- | -------------------------------------------- | -------------------------------------------- | -------------------------------------------- | -------------------------------------------- | -------------------------------------------- |
| Antes da agregação                           |                                              |                                              |                                              |                                              |                                              |
| Ano                                          | 0-14 anos                                    | 15-24 anos                                   | 25-64 anos                                   | >= 65 anos                                   | Total                                        |
| 2001                                         | 122                                          | 112                                          | 379                                          | 187                                          | 800                                          |
| 2011                                         | 74                                           | 71                                           | 314                                          | 237                                          | 696                                          |
| Após a agregação                             |                                              |                                              |                                              |                                              |                                              |
| Ano                                          | 0-14 anos                                    | 15-24 anos                                   | 25-64 anos                                   | >= 65 anos                                   | Total                                        |
| 2021                                         | 48                                           | 34                                           | 243                                          | 221                                          | 546                                          |